# 平頭半鱨
平頭半鱨，為輻鰭魚綱鯰形目鱨科的其中一種，為熱帶淡水魚類，分布於亞洲印尼蘇門答臘、爪哇島淡水流域，體長可達33.5公分，棲息在底層水域，生活習性不明。

## 扩展阅读
維基物種上的相關：平頭半鱨